# Adrien Mathieu
Pour les articles homonymes, voir Mathieu.
Adrien Mathieu est un homme politique français né le 1er janvier 1807 à Camblain-l'Abbé (Pas-de-Calais) et mort le 7 mai 1884 à Camblain-l'Abbé.
Il est député du Pas-de-Calais de 1869 à 1870, siégeant dans la majorité soutenant le Second Empire.
Il est également maire de Camblain-l'Abbé et conseiller général du canton d'Heuchin.

## Sources
- « Adrien Mathieu », dans Adolphe Robert et Gaston Cougny, Dictionnaire des parlementaires français, Edgar Bourloton, 1889-1891 [détail de l’édition]